# Jorge Trebbiani
Jorge Trebbiani (Quilmes, Buenos Aires, Argentina; 26 de abril de 1984) es un piloto argentino de automovilismo. Desarrolló su carrera deportiva dentro del ámbito local, destacándose en categorías como el Turismo Nacional, TC 2000 y Turismo Carretera. Debutó en TC Pista en el año 2007, a bordo de una unidad Dodge Cherokee, con la cual se consagraría subcampeón en el año 2009. Este subcampeonato le abriría las puertas al Turismo Carretera, máxima categoría del automovilismo argentino donde continuaría la defensa de la marca Dodge, con una pequeña incursión a fines de 2010 sobre un Chevrolet.
En Turismo Nacional, debutó en el año 2003 en la clase 2, pasando en 2004 a competir en ambas divisionales. Mientras que en el año 2005, llegaría su debut dentro de la categoría TC 2000.
En 2012, Trebbiani formaba parte del equipo PSG-16 Team de la categoría Súper TC 2000, donde compitió a bordo de un Ford Focus II, compartiendo equipo con José María López y el brasileño Cacá Bueno, posteriormente campeón de la divisional en ese año. Asimismo, tuvo una incursión dentro de la clase 3 del Turismo Nacional, compitiendo en la primera fecha a bordo de un Volkswagen Bora. Su paso por esta categoría terminaría a raíz de diferencias surgidas entre el piloto y su jefe de equipos, lo que provocaría su salida de la estructura. Sin embargo, tras esta desvinculación sería contratado por el PSG-16, que además de llevarlo al Super TC 2000, le reservaría un lugar en la categoría Top Race V6, donde la escudería también concursaba. En los años 2013 y 2014 retornaría a competir en el TN con una unidad Seat León de su propiedad, a la vez de retornar a competir en la divisional TC Pista, donde compitió con un Ford Falcon también con atención de su propia escudería.

## Biografía
Nacido en la localidad de Quilmes, Provincia de Buenos Aires, Jorge Trebbiani comenzó a circular en el deporte motor desde muy joven y de la mano de su padre Alberto Trebbiani (Bocha), un reconocido piloto de carreras de nivel nacional. Sus primeros pasos en el automovilismo, los daría en el año 2003, al debutar en la Clase 2 del Turismo Nacional, pero su máximo galardón llegaría seis años después con la obtención del subcampeonato del TC Pista en 2009. Tal distinción lo hizo acreedor de un ascenso a la máxima categoría argentina de automovilismo, el Turismo Carretera, a donde llegaría compitiendo a bordo de un Dodge Cherokee atendido por su propia escudería, el JAT'S Racing, equipo que formara con la cooperación de su padre Alberto. Su carrera se desarrollaría paralelamente en las dos clases del Turismo Nacional y en la segunda categoría de importancia en Argentina, el TC 2000. Al mismo tiempo, también es reconocido por sus intervenciones compitiendo con diferentes marcas del mercado nacional. En 2012, fue llamado para participar del primer campeonato de la categoría nacional Súper TC 2000, siendo convocado por la escudería PSG-16 Team para la que pilotea un Ford Focus II, siendo compañero del piloto brasileño, Carlos "Cacá" Bueno.

### Turismo Nacional
El Turismo Nacional sería la categoría donde Trebbiani realizara sus primeras armas en el automovilismo de velocidad argentino, al debutar en el año 2003 en la Clase 2 a bordo de un Volkswagen Gol. Su participación en ese año lo animaría a extender su desarrollo dentro del deporte motor, al debutar en 2004 en la Clase 3 a bordo de un Ford Escort XR3, manteniéndose en paralelo con su participación dentro de la Clase 2 con el Gol. Este año, Trebbiani obtendría sus primeros triunfos en la Clase 2, finalizando el año en la sexta posición.
En 2005, volvería a apostar a competir en las dos clases del TN, manteniéndose en la Clase 2 con el Gol y estrenando un Ford Focus I en la Clase 3. Sin embargo, una propuesta para competir en TC 2000 haría que Trebbiani diera por concluida su participación en TN de manera momentánea. Su retorno a la categoría se daría en el año 2006, donde con solo 8 carreras corridas y una victoria, alcanzaría la séptima colocación en el campeonato de Clase 2 de ese año, a bordo de su Volkswagen Gol.
Tras la temporada 2006, Trebbiani comenzaría con una serie de participaciones intermitentes en el TN, participando en todas las ocasiones en la Clase 3. En 2008, compitió en una sola carrera a bordo de un Ford Focus I, mientras que en 2010 tendría una acción más prolongada, al competir en 4 fechas a bordo de un Honda Civic VIII, con el que llegara a obtener una victoria. Tras estas competencias, no sería hasta 2012 que Trebbiani participara en esta categoría, siendo anunciada su incorporación a la Clase 3 al comando de una unidad Volkswagen Bora, atendida por la escudería de José Martos, quien a su vez tenía a su cargo la atención de los modelos Seat León de Emanuel Moriatis y Marcelo Bugliotti. Sin embargo, su incursión volvería a durar una competencia, ya que tras un incidente en pista entre el propio Trebbiani y Moriatis (el cual que provocaría el despiste del primero y la posterior sanción al segundo), se generarían diferencias entre el piloto quilmeño y los responsables de su escudería, que terminarían por alejar a Trebbiani de la categoría. Tras esta traumática salida, Trebbiani obtendría revancha al ser convocado por el equipo PSG-16 Team para continuar su carrera en las categorías Súper TC 2000 y Top Race V6, siendo a su vez respaldado por la cadena argentina de bingos GoldenJack, firma que acompañara a Trebbiani desde su debut en TC Pista y que al mismo tiempo también fuera la principal patrocinante de la ex-escudería HAZ Racing Team, antecesora del PSG-16

### TC Pista y Turismo Carretera
En 2007, Trebbiani debutaría en el TC Pista. Esta categoría terminaría de ser la carta de presentación formal de Trebbiani en el automovilismo argentino, ya que se iniciaría a los mandos de un Dodge Cherokee, preparado íntegramente por su escudería el JAT'S Racing. En esta categoría, su equipo contaría con la dirección de su padre Alberto Trebbiani y el trabajo de Oscar Fineschi en el chasis y Claudio Garófalo en los motores. En su carrera debut, corrida en el Autódromo Luis Rubén Di Palma de Mar de Ajó, Jorge Trebbiani cerraría su serie en la décima colocación y terminaría la final en el decimotercer puesto, mientras que su primera victoria final llegaría en el Autódromo de Rafaela. Ese año Trebbiani lo cerraría en la cuarta ubicación, siendo el mejor debutante de la temporada.
Con el número "4" en sus laterales, Trebbiani inició la temporada 2008 del TC Pista llevándose tres triunfos en el año, al ganar en el Autódromo Juan y Oscar Gálvez, en el Autódromo Parque Ciudad de Río Cuarto y en el Autódromo Hermanos Emiliozzi de Olavarría. La cosecha pudo haber sido de cuatro, sin embargo debió sufrir una exclusión técnica tras haber arribado primero en Rafaela. A pesar de haber sido el piloto que más carreras ganó en el año, pintaría el "4" por segundo año consecutivo. Esta posición le valdría a Trebbiani la autorización para competir al año siguiente en el Turismo Carretera, mas él decidiría rechazar la oferta presentándose una vez más en el TC Pista, renovando el plantel de su escudería, con la incorporación de Luis Vázquez en el chasis y recibiendo asesoramiento de Alberto Canapino.
La Temporada 2009 sería la catapulta de Trebbiani a los primeros planos del automovilismo argentino, ya que con la implementación en ese año de la eliminatoria de la Asociación Corredores de Turismo Carretera en el TC Pista, compulsaría nuevamente por el cetro de esa categoría. En este año, las victorias le fueron esquivas, sin embargo una buena cosecha de puntos y podios lo terminó poniendo en la segunda colocación del campeonato, consagrándose subcampeón de TC Pista ese año. Tras esta la obtención de este premio, Trebbiani finalmente aceptaría incursionar dentro del Turismo Carretera, donde lo haría con la marca que lo viera debutar: Dodge.
Su debut tuvo lugar el 21 de febrero de 2010, donde competiría en el Gran Premio Apertura en el Autódromo Rotonda de Mar de Ajó. Su equipo mantenía en su alineación a Claudio Garófalo como motorista, pero en esta ocasión se incorporaba Héctor Pérez a la atención del chasis de su unidad. Con este automóvil solo alcanzaría a competir en 5 fechas, ya que un accidente en Termas de Río Hondo lo obligaría a buscar una nueva unidad. Fue así que, debido a los tiempos imperantes, Trebbiani aceptaría competir a bordo de un Chevrolet Chevy que Pérez ya tenía preparado en su taller. Con esta unidad, Trebbiani cerraría el año culminando en la 45.º colocación. El año 2011 encontraría a Trebbiani en una nueva escudería, al sumarse al equipo Fineschi Racing y contando nuevamente con la atención de Oscar Fineschi y tripulando nuevamente una unidad Dodge Cherokee. Los resultados tampoco acompañarían, cerrando el año en la 46.º ubicación. Sin embargo, tras la 15.º fecha, competencia corrida en el Autódromo Juan Manuel Fangio de la localidad de Balcarce, Trebbiani anunciaría su retiro del TC. El fatal accidente que se cobró la vida de Guido Falaschi sería el detonante que haría que el piloto quilmeño tomara la decisión, disconforme con los mecanismos de seguridad empleados por ACTC en esa carrera.

## Resumen de carrera
| Temporada | Categoría                                      | Equipo                                     | Carreras | Victorias | Poles | VR | Podios | Puntos | Pos. |
| --------- | ---------------------------------------------- | ------------------------------------------ | -------- | --------- | ----- | -- | ------ | ------ | ---- |
| 2002      | Turismo Nacional Clase 2                       | s/d                                        | 11       | 3         | 0     | 1  | 4      | 115    | 3.º  |
| 2003      | Turismo Nacional Clase 2                       | s/d                                        | 6        | 1         | 1     | 0  | 2      | 55     | 11.º |
| 2003      | Turismo Nacional Clase 3                       | s/d                                        | 6        | 0         | 0     | 0  | 0      | 20     | 21.º |
| 2004      | Turismo Nacional Clase 2                       | s/d                                        | 8        | 3         | 2     | 0  | 3      | 144    | 6.º  |
| 2004      | Turismo Nacional Clase 3                       | s/d                                        | 8        | 0         | 0     | 0  | 0      | 13     | 43.º |
| 2005      | Turismo Nacional Clase 2                       | s/d                                        | 4        | 0         | 0     | 0  | 0      | 46     | 26.º |
| 2005      | Turismo Nacional Clase 3                       | s/d                                        | 5        | 0         | 0     | 0  | 1      | 67     | 21.º |
| 2005      | Turismo Competición 2000                       | DTA                                        | 6        | 0         | 0     | 0  | 0      | -      | NC   |
| 2006      | Turismo Nacional Clase 2                       | s/d                                        | 8        | 1         | 0     | 0  | 3      | 154    | 7.º  |
| 2006      | Turismo Competición 2000                       | ICC-A1 Motorsport Nico Kern Racing Car DTA | 10       | 0         | 0     | 0  | 0      | 1      | 34.º |
| 2007      | TC Pista                                       | JAT's Racing                               | 16       | 1         | 0     | 1  | 3      | 155,5  | 4.º  |
| 2007      | Turismo Competición 2000                       | DTA                                        | 1        | 0         | 0     | 0  | 0      | -      | -    |
| 2008      | TC Pista                                       | JAT's Racing                               | 16       | 3         | 2     | 4  | 5      | 158,5  | 4.º  |
| 2008      | Turismo Competición 2000                       | Fineschi Racing                            | 1        | 0         | 0     | 0  | 0      | -      | -    |
| 2008      | Turismo Nacional Clase 3                       | s/d                                        | 1        | 0         | 0     | 0  | 0      | 11     | 41.º |
| 2009      | TC Pista                                       | JAT's Racing Fineschi Racing               | 16       | 0         | 0     | 1  | 8      | 213,5  | 2.º  |
| 2009      | Turismo Competición 2000                       | DTA                                        | 2        | 0         | 0     | 0  | 0      | -      | -    |
| 2009      | Turismo Competición 2000 Copa Endurance Series | DTA                                        | 2        | 0         | 0     | 0  | 0      | -      | NC   |
| 2010      | Turismo Carretera                              | JAT's Racing                               | 7        | 0         | 0     | 0  | 0      | 16,5   | 45.º |
| 2010      | Turismo Competición 2000                       | Equipo Petrobras                           | 1        | 0         | 0     | 0  | 0      | -      | -    |
| 2010      | Turismo Nacional Clase 3                       | Alisi Racing                               | 4        | 1         | 0     | 0  | 1      | 50     | 24.º |
| 2011      | Turismo Carretera                              | JAT's Racing                               | 12       | 0         | 0     | 0  | 0      | 47,5   | 35.º |
| 2011      | Turismo Competición 2000                       | Ford YPF                                   | 1        | 0         | 0     | 0  | 0      | -      | -    |
| 2011      | TC Mouras Torneo de pilotos invitados          | Jorge Alifraco Racing                      | 1        | 0         |       | 0  | 0      | 1      | 41.º |
| 2012      | Turismo Nacional Clase 3                       | Martos Competición GC Competición          | 2        | 0         | 0     | 1  | 0      | 22     | 32.º |
| 2012      | Súper TC 2000                                  | PSG-16 Team                                | 12       | 0         | 0     | 0  | 2      | 86     | 11.º |
| 2012      | Top Race V6                                    | PSG-16 Team                                | 1        | 0         | 0     | 0  | 0      | -      | NC   |
| 2013      | Turismo Nacional Clase 3                       | ZP Racing                                  | 2        | 0         | 0     | 1  | 0      | 22     | 32.º |
| 2013      | Súper TC 2000                                  | Fineschi Racing                            | 1        | 0         | 0     | 0  | 0      | -      | NC   |
| 2013      | Turismo Carretera                              | Di Meglio Motorsport                       | 2        | 0         | 0     | 0  | 0      | 9      | 54.º |
| 2014      | Turismo Nacional Clase 3                       | Martos Competición                         | 4        | 0         | 0     | 1  | 0      | 11     | 38.º |
| 2014      | TC Pista                                       | Alejandro Garófalo Motorsport              | 6        | 0         | 0     | 0  | 0      | 69     | 36.º |
| 2015      | Turismo Nacional Clase 3                       | JAT's Racing Alisi Racing                  | 2        | 0         | 0     | 0  | 0      | -      | NC   |
| 2016      | TC Mouras                                      | JAT's Racing                               | 1        | 0         | 0     | 0  | 0      | 34,5   | 32.º |
| 2017      | TC Mouras Torneo de pilotos invitados          | Motor Car's Competición                    | 2        | 0         |       | 0  | 0      | 11     | 44.º |
| 2018      | Turismo Carretera                              | Maquin Parts Racing                        | 1        | 0         |       | 0  | 0      | -      | -    |
| Fuente:   |                                                |                                            |          |           |       |    |        |        |      |

## Palmarés
| Título     | Categoría | Automóvil      | Año  |
| ---------- | --------- | -------------- | ---- |
| Subcampeón | TC Pista  | Dodge Cherokee | 2009 |

## Resultados

### Turismo Competición 2000
| Año  | Equipo               | Auto               | 1    | 2   | 3   | 4   | 5   | 6   | 7   | 8   | 9   | 10  | 11  | 12    | 13  | 14  | Res. | Puntos |
| ---- | -------------------- | ------------------ | ---- | --- | --- | --- | --- | --- | --- | --- | --- | --- | --- | ----- | --- | --- | ---- | ------ |
| 2005 |                      |                    | BA I | PAR | VIE | SJU | OLA | AG  | CUR | OBE | RAF | SRA | CON | BA II | SL  | GR  | -    | 0      |
| 2005 | DTA                  | Chevrolet Astra II |      |     |     |     |     |     |     | Ret |     | Ret | 13  | Ret   | 14  | 12  | -    | 0      |
| 2006 |                      |                    | BA I | OLA | CR  | VIE | SFE | SJU | SRA | RES | CUR | SMM | GR  | BA II | OBE | PAR | 34.º | 1      |
| 2006 | ICC-A1 Motorsport    | Volkswagen Polo    | Ret  |     |     |     |     |     |     |     |     |     |     |       |     |     | 34.º | 1      |
| 2006 | Nico Kern Racing Car | Ford Focus I       |      | 14  | Ret |     |     |     |     |     |     |     |     |       |     |     | 34.º | 1      |
| 2006 | DTA                  | Chevrolet Astra II |      |     |     | Ret | Ret | Ret | 19  |     |     |     |     | Ret   | 16  | Ret | 34.º | 1      |
| 2007 |                      |                    | CR   | GR  | BB  | SMM | SJU | SP  | AG  | SFE | SRA | VIE | BA  | OBE   | SL  | PDE | -    | -      |
| 2007 | DTA                  | Chevrolet Astra II |      |     |     |     |     |     |     |     |     |     | 5   |       |     |     | -    | -      |
| 2008 |                      |                    | PAR  | SAL | GR  | SFE | SJU | RES | AG  | BA  | OBE | TRH | VIE | SMM   | PDF | PDE | -    | -      |
| 2008 | Fineschi Racing      | Honda Civic VIII   |      |     |     |     |     |     |     | 13  |     |     |     |       |     |     | -    | -      |
| 2009 |                      |                    | AG   | GR  | OBE | SMM | TRH | RES | BA  | CEN | SFE | SFE | SJU | SJU   | PDF |     | -    | -      |
| 2009 | DTA                  | Chevrolet Astra II |      |     |     |     | 24† |     | Ret |     |     |     |     |       |     |     | -    | -      |
| 2010 |                      |                    | PDE  | SMM | GR  | AG  | RES | TRH | LR  | SFE | SFE | CEN | OBE | BA    | PDF |     | -    | -      |
| 2010 | Equipo Petrobras     | Honda Civic VIII   |      |     |     |     |     |     |     |     |     |     |     | Ret   |     |     | -    | -      |
| 2011 |                      |                    | GR   | SFE | SFE | SMM | SJU | RES | AG  | TRH | LPL | TRE | JUN | PDF   | PAR |     | -    | -      |
| 2011 | Ford YPF             | Ford Focus II      |      |     |     |     |     |     |     |     | 16  |     |     |       |     |     | -    | -      |

#### Copa Endurance Series
| Año  | Equipo | Auto               | 1   | 2   | 3   | Res. | Puntos |
| ---- | ------ | ------------------ | --- | --- | --- | ---- | ------ |
| 2009 |        |                    | TRH | BA  | PDF | -    | 0      |
| 2009 | DTA    | Chevrolet Astra II | 24† | Ret |     | -    | 0      |

### Súper TC 2000
| Año  | Equipo          | Auto          | 1  | 2   | 3   | 4   | 5   | 6   | 7   | 8   | 9   | 10  | 11  | 12  | 13  | Res. | Puntos |
| ---- | --------------- | ------------- | -- | --- | --- | --- | --- | --- | --- | --- | --- | --- | --- | --- | --- | ---- | ------ |
| 2012 |                 |               | AG | BA  | ROS | SJU | GR  | OBE | RAF | SMM | RC  | SFE | SFE | SAL | PDF | 11.º | 86     |
| 2012 | PSG-16 Team     | Ford Focus II | 10 | 3   | 4   | 5   | Ret | Ret | WD  | 3   | Ret | Ret | Ret | Ret | 7   | 11.º | 86     |
| 2013 |                 |               | BA | ROS | SJU | TOA | AG  | TRH | JUN | SFE | GR  | LP  | SMM | PDF |     | -    | 0      |
| 2013 | Fineschi Racing | Peugeot 408 I |    |     |     |     |     | 25† |     |     |     |     |     |     |     | -    | 0      |